# Joseph de Luzy
Pour les articles homonymes, voir Luzy (homonymie).
Joseph de Luzy, né le 3 avril 1746 à Tence (Haute-Loire), mort le 22 février 1831 à Seine-Port (Seine-et-Marne), est un militaire français de la Révolution et de l’Empire. Il a deux enfants Alexandre et Adèle de son épouse Anne-Marie Lonnoy, native de Dinant.

## États de service
Il entre en service le 1er janvier 1765, comme élève à l’école du génie de Mézières, et il en sort le 1er janvier 1767, avec le grade de lieutenant en second. Il reçoit son brevet de capitaine le 1er janvier 1777, et il est fait chevalier de Saint-Louis le 1er janvier 1789.
De 1791 à l’an IV, il est employé sur les côtes de la Manche, de Cherbourg, et de Brest, où il est chargé par les généraux Wimpffen et Hoche des reconnaissances de Honfleur à Pont-à-Mousson, et de Honfleur jusqu’au fleuve Rance. Pendant cette période, il est aussi chargé, en tant que directeur adjoint, de la surveillance des travaux du port et de la rade de Cherbourg.
Il est nommé chef de bataillon le 17 novembre 1794, et chef de brigade le 29 mars 1796. Le 9 août 1799, il reçoit le commandement de la direction du génie de la place d’Anvers, et le 26 juillet 1802, il est nommé directeur des fortifications à Saint-Domingue. Le 18 novembre 1803], il prend une part glorieuse  à la bataille de Vertières, l’une des plus meurtrières de la campagne, et d’ailleurs le général La Poype dans son rapport sur ce combat, se loue beaucoup de la conduite du colonel Luzy, qui est fait prisonnier par les Anglais à la fin de cette guerre désastreuse. Il est fait chevalier de la Légion d’honneur le 11 décembre 1803, et officier de l’ordre le 14 juin 1804.
Libéré sur parole fin 1804, il est nommé le 13 mars 1805, à la direction de la forteresse de Mayence, et électeur du département de la Haute-Loire. De l’an XIV à 1807, il fait partie de la réserve de la Grande Armée, sous les ordres des maréchaux Lefebvre et Kellermann. Il est admis à la retraite le 21 décembre 1811.
Il reprend du service le 19 septembre 1813, comme commandant d’armes de la place d’Ostende, et en avril 1814, il est réadmis à la retraite.
Il meurt le 22 février 1831 à Seine-Port.

## Sources
- A. Lievyns, Jean Maurice Verdot, Pierre Bégat, Fastes de la Légion-d'honneur, biographie de tous les décorés accompagnée de l'histoire législative et réglementaire de l'ordre, Tome 3, Bureau de l’administration, 1844, 529 p. (lire en ligne), p. 297.
- Joseph Luzy  sur roglo.eu
- « Cote LH/2778/19 », base Léonore, ministère français de la Culture
- Léon Hennet, Etat militaire de France pour l’année 1793, Siège de la société, Paris, 1903, p. 312.
- Danielle Quintin et Bernard Quintin, Dictionnaires chefs de brigade, colonels et capitaine de vaisseau de Bonaparte, Paris, S.P.M., 2012, 452 p. (ISBN 978-2-901952-91-6, lire en ligne)